# Torrefrades
Torrefrades es una localidad española perteneciente al municipio de Bermillo de Sayago, en la provincia de Zamora, y la comunidad autónoma de Castilla y León.
Su término pertenece a la histórica y tradicional comarca de Sayago. Junto con las localidades Fadón, Bermillo, Fresnadillo, Gáname, Piñuel, Villamor de Cadozos y Villamor de la Ladre, conforma el municipio de Bermillo de Sayago.
Es considerada por los sayagueses como la cuna de Viriato, existiendo en esta localidad una casa en cuyo dintel figura la inscripción "Casa de los Bioriatos". En la antigüedad y durante el medievo fue un importante lugar de paso, debido a su posicionamiento en el centro de la comarca de Sayago. Así lo confirma la confluencia en la localidad de varias vías de comunicación: calzada Fermoselle-Zamora y varios caminos desde localidades sayaguesas, denominados persistentemente "Camino de La Torre" (Almeida,  Bermillo, Sogo, Fresno, Gáname, Fadón ...).

## Topónimo
Según la tradición, Torrefrades proviene de la unión de dos pueblos, por un lado "La Torre", que corresponde al actual emplazamiento, y "Frades", antiguo poblamiento romano situado junto a la Laguna del Prao, próximo a la carretera de Fresno de Sayago.

## Historia

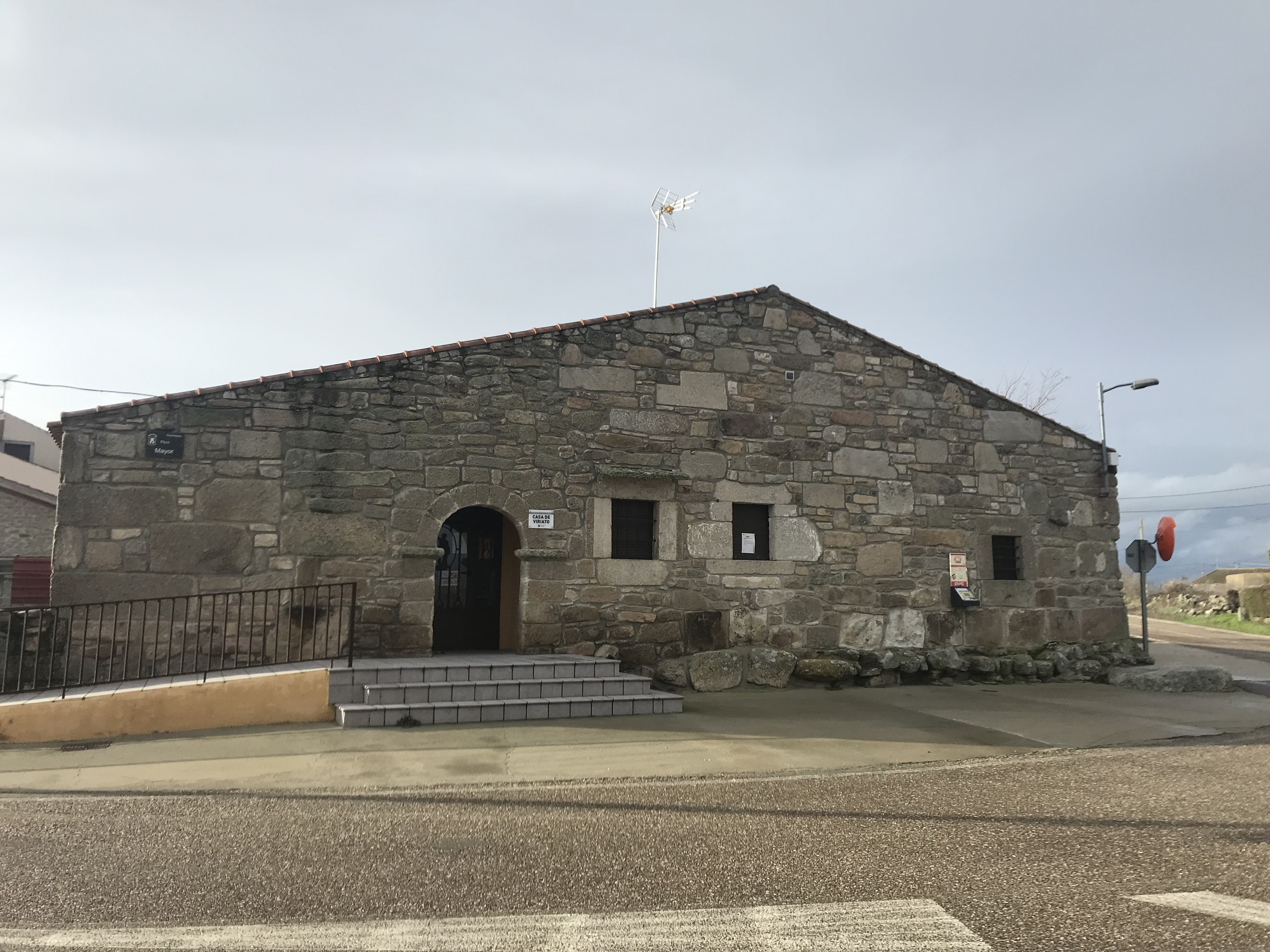
Casa de Viriato, actualmente restaurada como casa de cultura.

Torrefrades, para los sayagueses, es la cuna de Viriato, señalándose incluso en su casco urbano una casa como su hogar, en la que aún hoy en día se puede leer en su dintel la frase "Casa de los Bioriatos". Casa en la que se reunían los representantes de los lugares que formaban parte del partido de Sayago dentro de la jurisdicción de la ciudad de Zamora, para nombrar todos los años procurador del partido y cuadrilleros por las cuatro cuadrillas en que se dividía (Almeida, Bermillo, Pereruela y Luelmo), dato que en definitiva muestra la importancia que en su día llegó a alcanzar esta localidad. También figura la fecha en la que este inmueble fue reedificado, el año 1748. Hasta fechas muy recientes ha sido conservado gracias a su uso docente, al haber sido destinado a ser la escuela de la localidad, motivo por el que en sus paredes aparece alguna máxima religiosa y moral, un estudio de geometría, relojes pintados, además de pinturas religiosas y patrióticas.
Torrefrades perteneció a la cuadrilla de Luelmo, siendo elegido punto de reunión del partido por su situación en el centro de Sayago, a pesar de no ser cabeza de cuadrilla.
Pudo tener un pasado romano, siendo esta localidad un cruce de las calzadas romanas que procedentes de Pasariegos por el camino de los Caminantes, que bordeaba el actual despoblado de Corporales de Santiago, y la que se dirigía por Bermillo a Muga, proveniente de Fresno de Sayago.
En la Edad Media, Torrefrades quedó integrado en el Reino de León, época en que habría sido repoblado por sus monarcas en el contexto de las repoblaciones llevadas a cabo en Sayago, pudiendo haber sido tenencia de la Orden del Temple, dada la existencia de la ermita del Templo en la localidad.
Posteriormente, en la Edad Moderna, Torrefrades estuvo integrado en el partido de Sayago de la provincia de Zamora, tal y como reflejaba en 1773 Tomás López en Mapa de la Provincia de Zamora.
Así, al reestructurarse las provincias y crearse las actuales en 1833, la localidad se mantuvo en la provincia zamorana, dentro de la Región Leonesa, integrándose en 1834 en el partido judicial de Bermillo de Sayago, dependencia que se prolongó hasta 1983, cuando fue suprimido el mismo e integrado en el partido judicial de Zamora.

## Demografía
| Gráfica de evolución demográfica de Torrefrades entre 1842 y 1960 |
| |
| Población de derecho según los censos de población del INE Población de hecho según los censos de población del INEEntre el censo de 1970 y el anterior, este municipio desaparece porque se integra en el municipio 49023 (Bermillo de Sayago) |

### Transportes
Atraviesa la localidad la carretera ZA-302 que une con la capital municipal, Bermillo de Sayago hacia el oeste y con El Cubo de Tierra del Vino hacia el este, donde permite acceder a la autovía Ruta de la Plata que une Gijón con Sevilla y a la N-630, carretera nacional de igual recorrido. 
En cuanto al transporte público se refiere, tras el cierre del Ferrocarril Ruta de la Plata, que pasaba por el cercano municipio de El Cubo y tenía parada en el mismo, no existen servicios de tren en el municipio ni en los vecinos, ni tampoco línea regular con servicio de autobús, siendo las estaciones más cercanas las de Zamora capital. Por otro lado el aeropuerto de Salamanca es el más cercano, estando a unos 84 km de distancia.

## Patrimonio
El vecindario, en  su mayoría, ha respetado la construcción tradicional. En general, sus casas aún presentan la estructura y elementos tradicionales de la casa sayaguesa, con sus suelos de lachas de piedra, la prezacasa y la cocina con chimenea de campana. El recorrido por sus calles, el paseo por entre sus cortinas y arboledas permitirán al visitante llegar a olvidar el tiempo. La piedra, de gran calidad, es extraída del pago "El Ribadero".
- La iglesia parroquial es una muestra interesante desde el punto de vista artístico, con espadaña y puerta norte con arco de medio punto sobreajedrezado, ambos del estilo románico. En su interior destaca un retablo barroco de principios del siglo XVIII, un crucificado del siglo XV y pinturas del siglo XVI
- La ermita del Templo, de reminiscencias templarias, quizá pudiera relacionarse con la ruta jacobea de la comarca y de Portugal, del que era puerta sayaguesa. Diversos detalles del crucero apuntan al arte de los canteros portugueses.
- Fuentes rústicas y de sencilla facción, como La Toceavea y La Cabeza.

## Fiestas
Su fiesta es el 13 de junio, San Antonio de Padua.  Es su festividad más grande, aunque en la actualidad ha perdido mucha popularidad en comparación con épocas pasadas, debido a que la población ha ido reduciéndose y al mismo tiempo envejeciendo.
En este día era y sigue siendo costumbre celebrar una gran misa en honor a su patrón, partido de fútbol de los mozos del pueblo y en la tarde-noche una verbena popular a la que acudían los vecinos del pueblo, los naturales que se mudaron fuera del mismo por motivos de trabajo y a la que estaban invitados todos los forasteros que quisieran participar.
Otra festividad importante de la localidad es el día del Ofertorio que viene celebrándose tradicionalmente el primer domingo de octubre.